# Lucjusz Kasjusz Longin
Lucius Cassius Longinus – konsul w roku 73 n.e. W roku 72 jako namiestnik Galii Cyzalpińskiej doznał klęski pod Mutiną w wojnie ze Spartakusem.